# Filmfestival Max Ophüls Preis

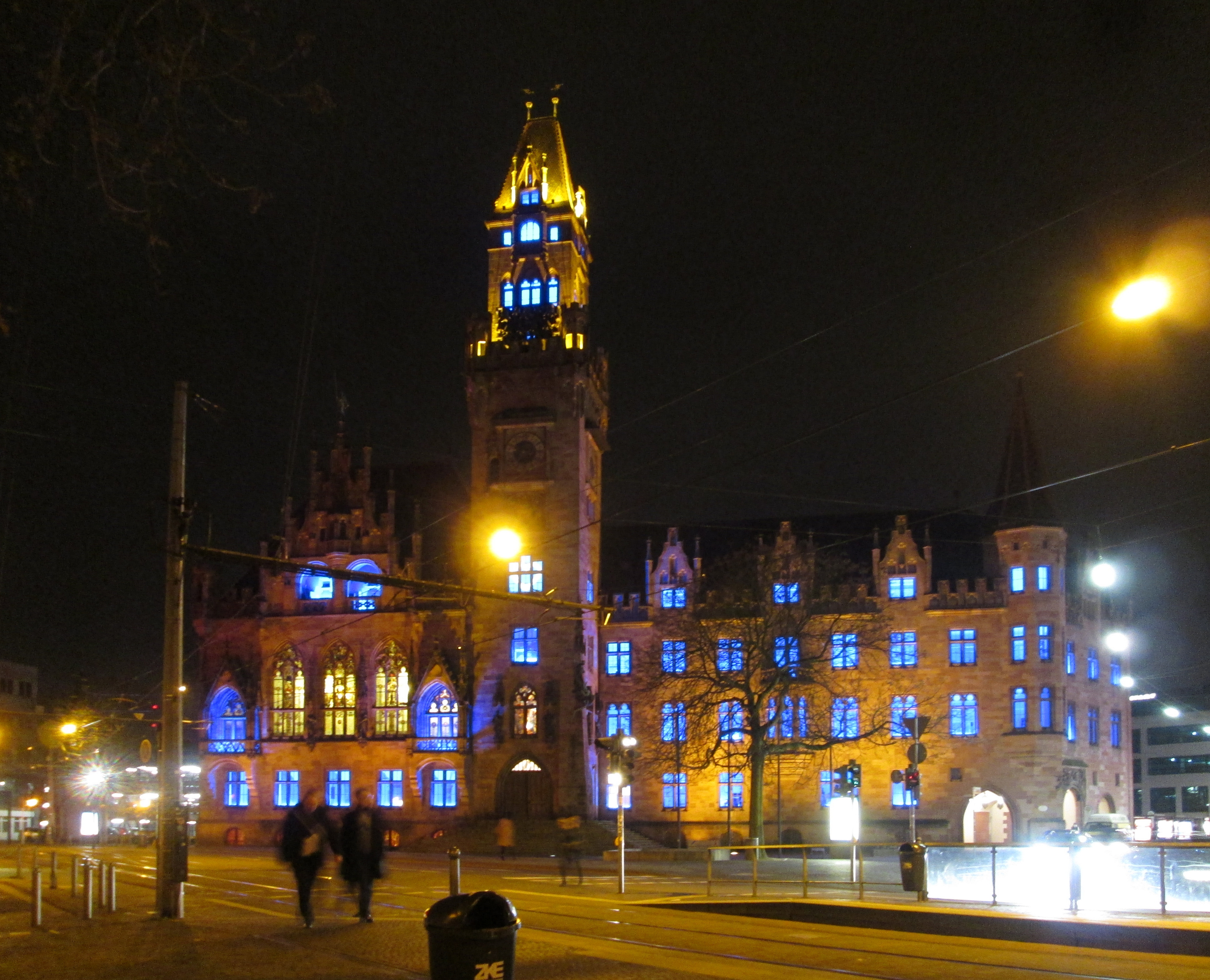
Das Saarbrücker Rathaus leuchtet während des Max-Ophüls-Festivals in Blau, der Logofarbe.

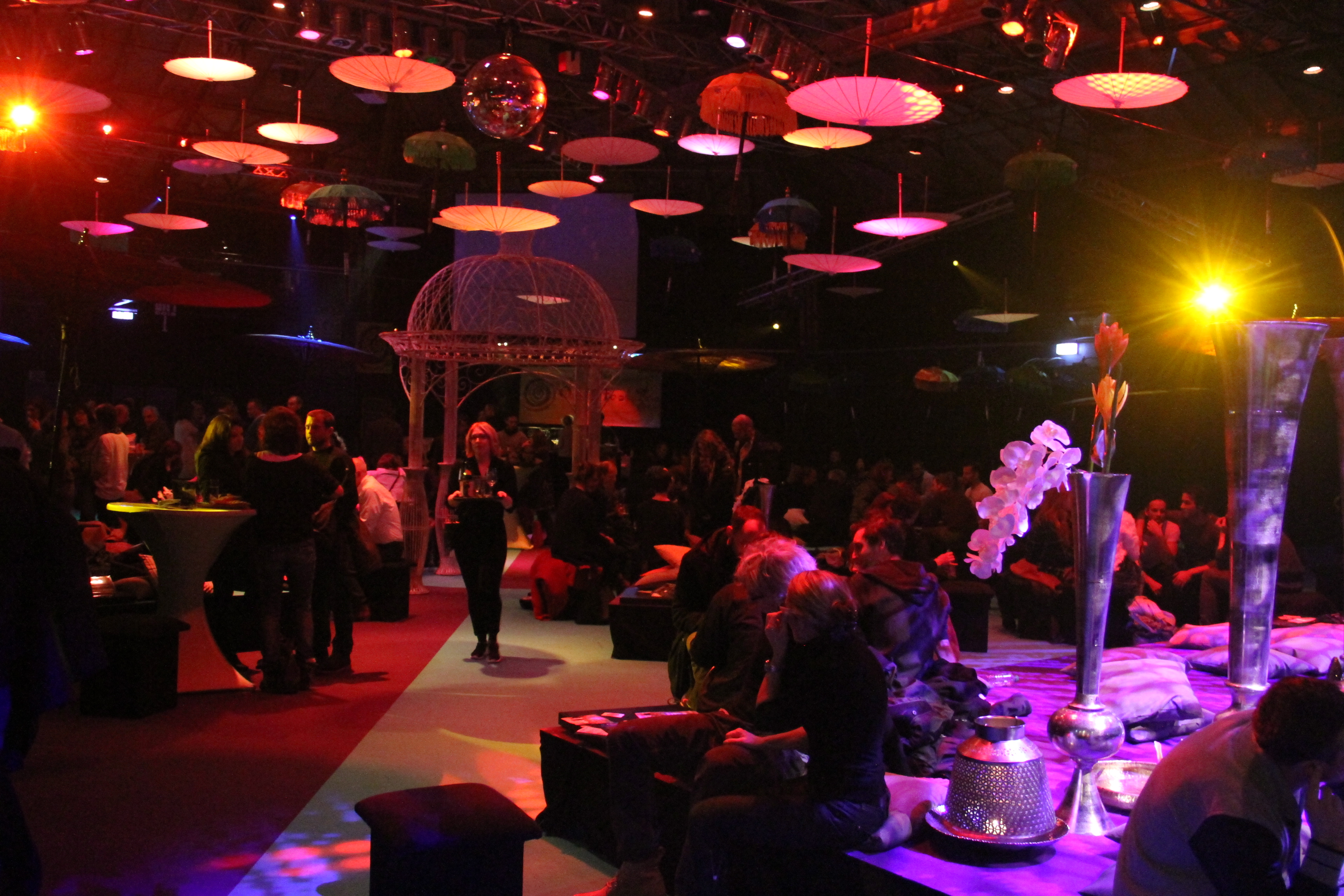
Das Max-Ophüls-Filmfestival ist der alljährliche Treffpunkt für deutschsprachige Nachwuchsfilmer.

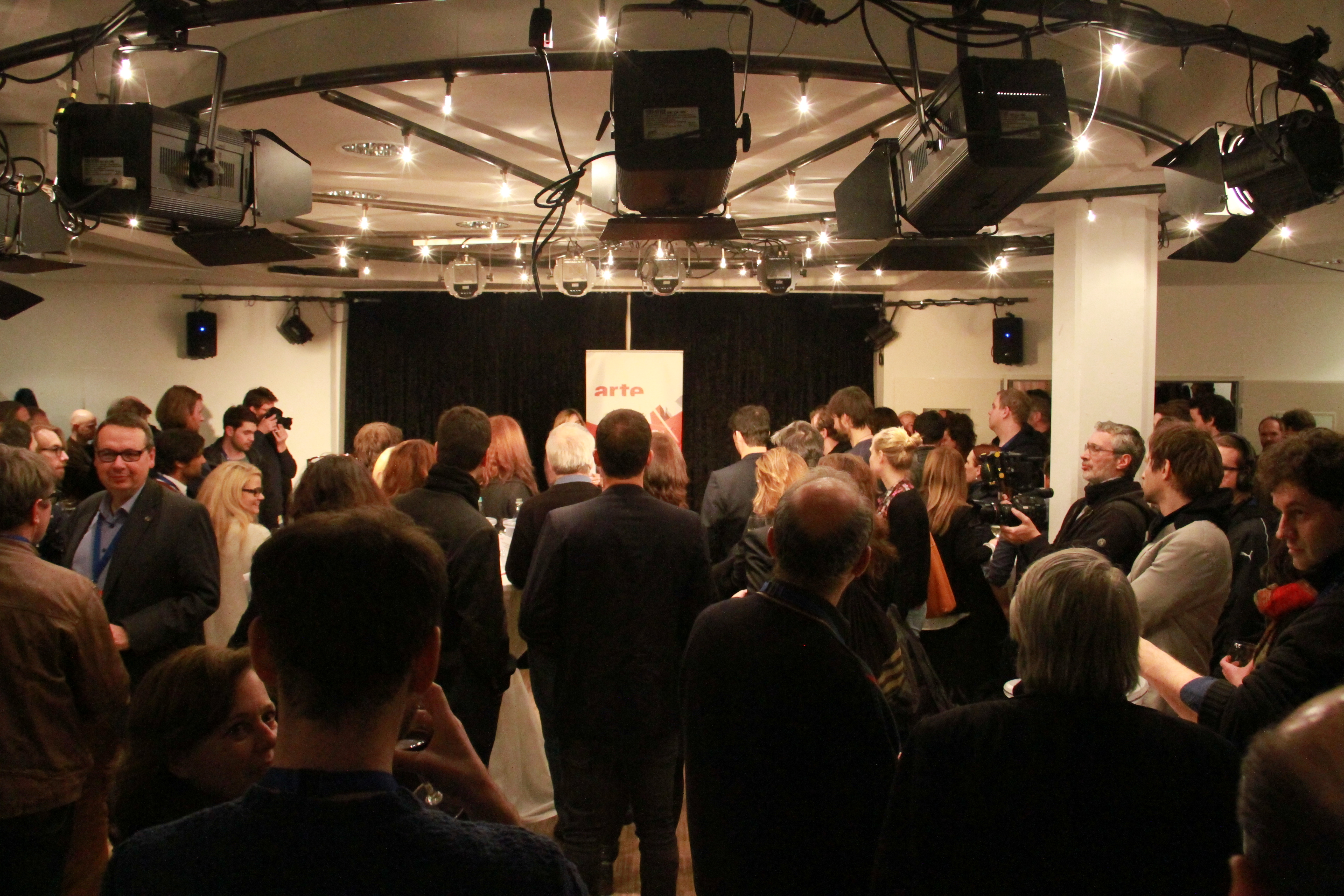
Der traditionelle Empfang von arte auf dem Max-Ophüls-Filmfestival 2015

Das Filmfestival Max Ophüls Preis (Eigenschreibweise) ist ein jährliches Filmfestival in Saarbrücken für Nachwuchsfilmemacher aus Deutschland, Österreich und der Schweiz. Der Preis wurde nach dem in die USA emigrierten jüdischen Regisseur Max Ophüls (1902–1957) benannt. 
Im Jahr 2024 wurde die 45. Auflage vom 22. bis 28. Januar veranstaltet. 2025 fand die 46. Auflage vom 20. bis 26. Januar statt.

## Geschichte
Das Filmfestival wurde 1980 von Albrecht Stuby gegründet. Keimzelle für das Festival war das von der Künstlergruppe Werkstatt Koop organisierte Nachtstudio der Camera, einem Saarbrücker Programmkino. Damals besuchten 700 Zuschauer die Veranstaltung, seitdem stiegen die Publikumszahlen und die Anzahl der eingereichten Filme stetig an. Im Jahr 2018 zählte das Festival 43.500 Besucher. Unter Experten wird es als eines der wichtigsten Foren für den deutschsprachigen Nachwuchsfilm angesehen.
Aufgrund der COVID-19-Pandemie im Saarland und der damit verbundenen Maßnahmen fand die 42. Auflage vom 17. bis 24. Januar 2021 nicht vor Ort in Kinos in Saarbrücken, sondern ausschließlich online statt.
Mit der 43. Ausgabe (16. bis 26. Januar 2022) wurde der Preis der Filmkritik jeweils für einen Spielfilm und für eine dokumentarische Arbeit aus den Langfilmwettbewerben ausgelobt.

## Preise und Preisträger
Am Wettbewerb können deutschsprachige Nachwuchs-Regisseure bis zum dritten abendfüllenden Spiel- bzw. Dokumentarfilm teilnehmen. Zur Auswahl der Preisträger werden jährlich unabhängige Jurys von Sachverständigen berufen. Die Hauptjury entscheidet unter anderem über die Gewinner des Max-Ophüls-Preises und des Filmpreises des saarländischen Ministerpräsidenten. Weitere Jurys beurteilen Kurzfilme, Dokumentarfilme und Drehbücher oder vergeben den Preis der Ökumenischen Jury (bis 2014 Interfilmpreis) und den Preis der Jugendjury. Daneben gibt es Publikumspreise für lange, mittellange und Kurzfilme.

### Max Ophüls Preis
Der in Saarbrücken geborene Namensgeber Max Ophüls (1902–1957) gilt als einer der großen europäischen Filmregisseure des 20. Jahrhunderts. 1933 musste der aus einer jüdischen Familie stammende gebürtige Max Oppenheimer vor den Nationalsozialisten fliehen und fand zunächst in Frankreich, später in den USA Zuflucht. In den 1950er Jahren kehrte Max Ophüls nach Europa zurück.
Mit dem namensgebenden Hauptpreis des Festivals zeichnet die Landeshauptstadt die Regiearbeit an einem Spiel- oder Dokumentarfilme mit einer Länge ab ca. 60 Minuten aus. Der Preisträger wird durch die Wettbewerbsjury bestimmt. 2008 war der Preis mit 18.000 Euro (inkl. 3.000 Euro Kopienwert) und weiteren 18.000 Euro Verleihförderung dotiert. Nominiert werden konnten Spiel- und Dokumentarfilme mit einer Länge ab ca. 60 Minuten.

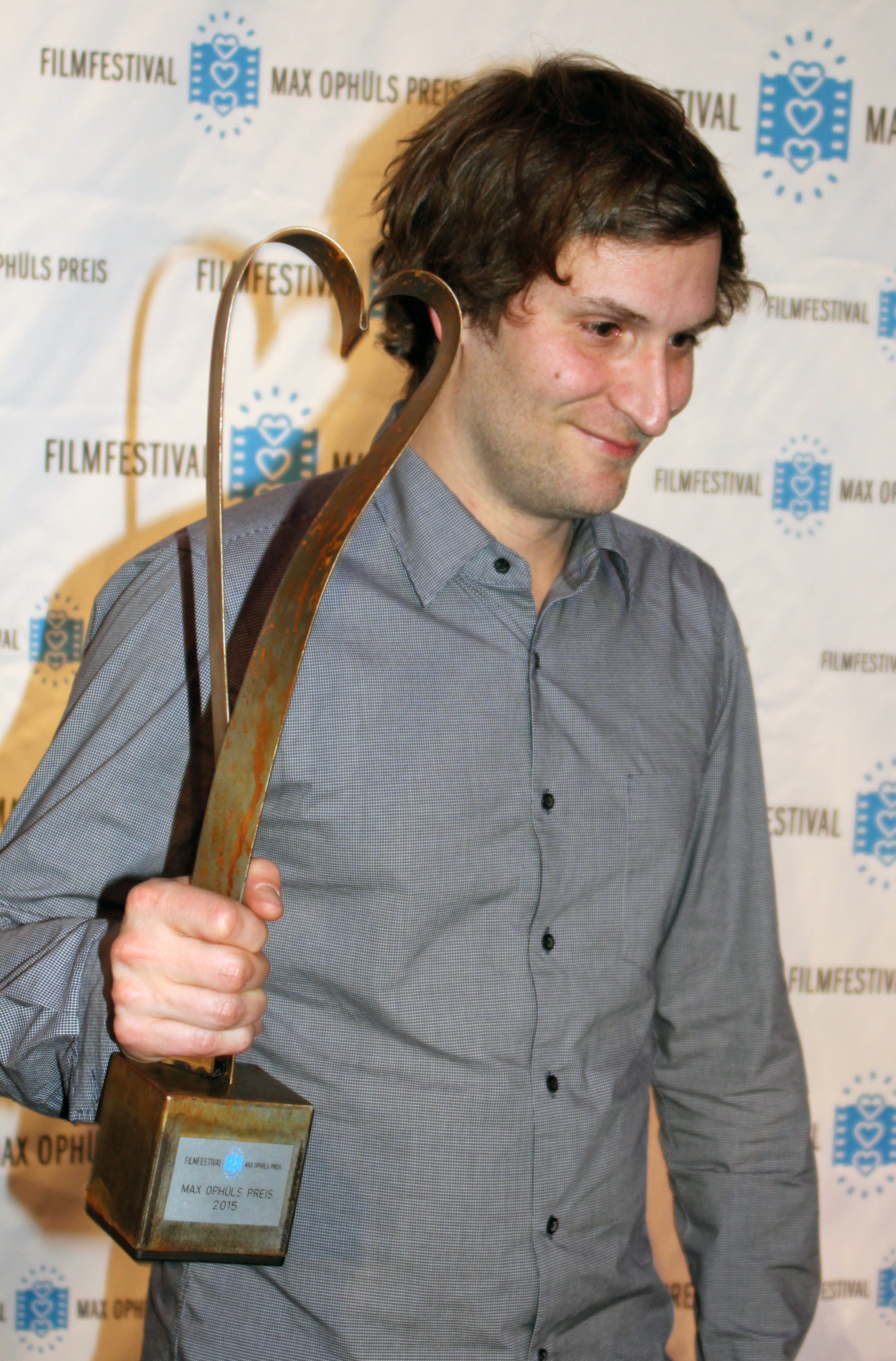
Simon Jaquemet (2015)

2017 war die Mindestlänge der zu nominierenden Spielfilme mit ca. 65 Minuten definiert und die Preissumme mit 36.000 Euro dotiert. Der weiterhin von einer Jury ausgezeichnete Film in deutscher Erstaufführung teilt sich den Preis zu drei gleichen Teilen für den Regisseur, den Produzenten und den Verleih, der einen Kinostart des Films innerhalb von zwölf Monaten nach dem Festival realisiert.
Preisträger
1980: Der Willi-Busch-Report von Niklaus Schilling
1981: Taxi zum Klo von Frank Ripploh
1982: E Nachtlang Füürland von Clemens Klopfenstein und Remo Legnazzi
1983: Café Malaria von Niki List
1984: Peppermint Frieden von Marianne Rosenbaum
1985: Raffl von Christian Berger
1986: Nicht nichts ohne dich von Pia Frankenberg
1987: Francesca von Verena Rudolph
1988: Wendel von Christoph Schaub
1989: Eis von Berthold Mittermayr
1990: Schalom, General von Andreas Gruber
1991: Nie im Leben von Helmut Berger
1992: Der Erdnußmann von Dietmar Klein
1993: Hochzeitsnacht von Pol Cruchten
1994: Scheinschwangerschaft von Denis Rabaglia
1995: Einer meiner ältesten Freunde von Rainer Kaufmann
1996: Der Nebelläufer von Jörg Helbling
1997: Müde Weggefährten von Zoran Solomun
1998: Mammamia von Sandra Nettelbeck
1999: Three Below Zero – Drei unter Null von Simon Aeby
2000: Verschwinde von hier von Franziska Buch
2001: Das weiße Rauschen von Hans Weingartner
2002: Mein Russland von Barbara Gräftner
2003: Mein erstes Wunder von Anne Wild
2004: Muxmäuschenstill von Marcus Mittermeier
2005: Am Tag als Bobby Ewing starb von Lars Jessen
2006: Schläfer von Benjamin Heisenberg
2007: Full Metal Village von Cho Sung-hyung
2008: Selbstgespräche von André Erkau
2009: Universalove von Thomas Woschitz
2010: Schwerkraft von Maximilian Erlenwein
2011: Der Albaner von Johannes Naber
2012: Michael von Markus Schleinzer
2013: Der Glanz des Tages von Tizza Covi und Rainer Frimmel
2014: Love Steaks von Jakob Lass
2015: Chrieg von Simon Jaquemet
2016: Einer von uns von Stephan Richter
2017: Siebzehn von Monja Art
2018: Landrauschen von Lisa Miller
2019: Das melancholische Mädchen von Susanne Heinrich
2020: Neubau von Johannes Maria Schmit
2021: Borga von York-Fabian Raabe
2022: Moneyboys von C. B. Yi
2023: Alaska von Max Gleschinski
2024: Electric Fields von Lisa Gertsch
2025: Ungeduld des Herzens von Lauro Cress

### Preis für mittellange Filme

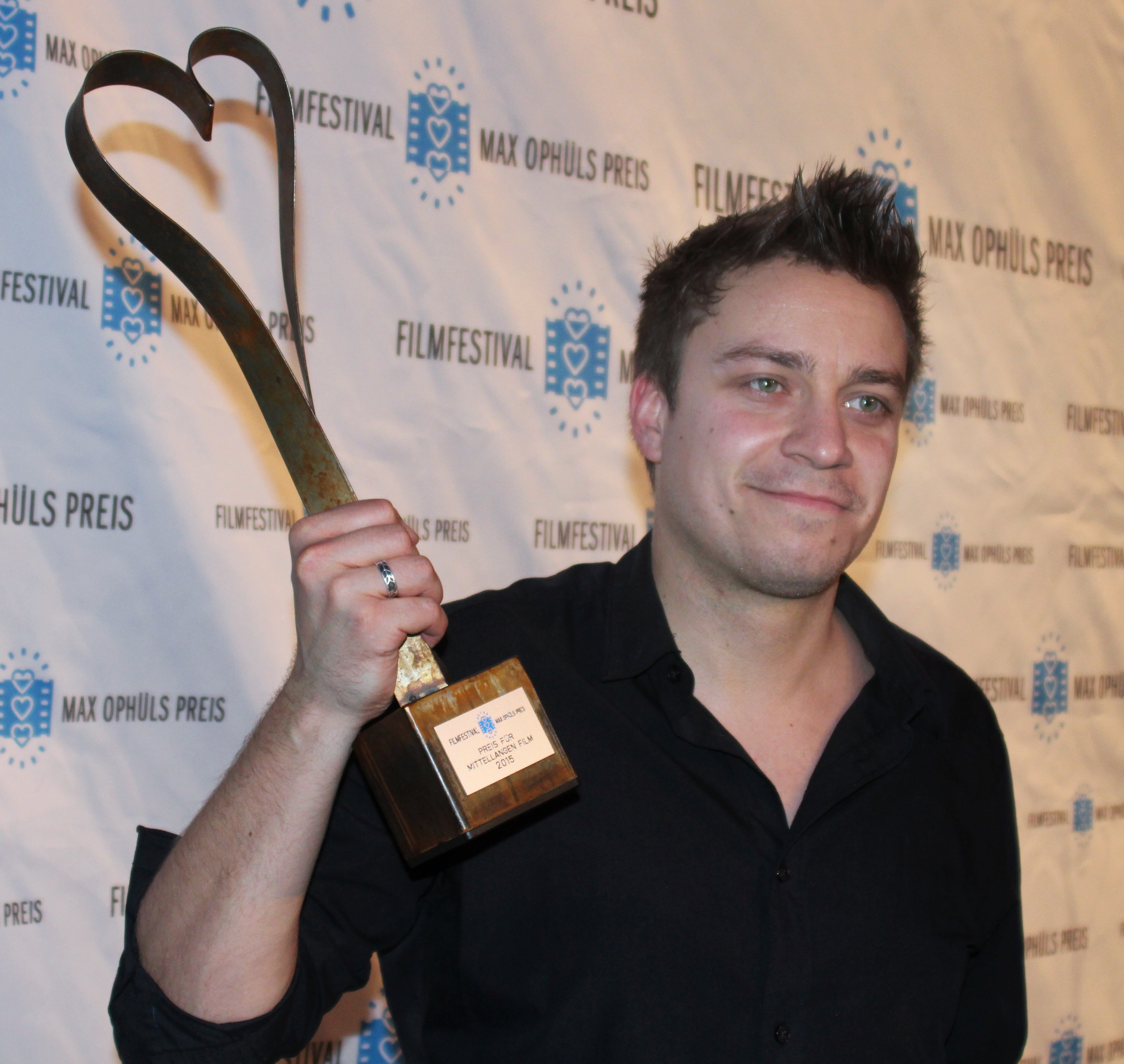
Patrick Vollrath (2015)

Der Preis für die Regie mittellanger Filme (Spiel- und Dokumentarfilme zwischen ca. 25 und ca. 65 Minuten) aus dem Wettbewerb wurde 2008 erstmals unter dem Namen BMW-Group-Förderpreis Film vergeben, war mit 7.500 Euro dotiert und wurde von BMW gefördert. Seit 2009 wird der Preis für den besten Film aus dem Wettbewerb Mittellanger Film von einer Fachjury zuerkannt. Er wird gestiftet vom saarländischen Minister für Bildung und Kultur und ist mit 5.000 Euro (Stand 2023) dotiert. Seit 2014 wird auch ein Publikumspreis für mittellange Filme ("Max Ophüls Preis: Publikumspreis Mittellanger Film") vergeben. Er ist ebenfalls mit 5.000 Euro dotiert, gestiftet von der Sparkasse Saarbrücken (Stand 2023).
Preisträger
2008: Böse Bilder von Stefan Schaller
2009: Torpedo von Helene Hegemann
2010: Rammbock von Marvin Kren
2011: Halbe Portionen von Martin Busker
2012: Heilig Abend mit Hase von Lilli Thalgott
2013: Stufe Drei von Nathan Nill
2014: Besuch im Wald von David Gruschka und Elena Gruschka
2015: Alles wird gut von Patrick Vollrath; Lobende Erwähnung: Fremdkörper von Christian Werner
2016: Invention of Trust von Alex Schaad
2017: Wald der Echos von Maria Luz Olivares Capelle
2018: Bester Mann von Florian Forsch
2019: Label Me von Kai Kreuser
2020: Lychen92 von Constanze Klaue
2021: Tala’vision von Murad Abu Eisheh
2022: Unter der Welle von Veronika Hafner
2023: Wherever Paradise Is von Roman Wegera
2024: Land der Berge von Olga Kosanović
2025: Garnelius von Julia Ketelhut

### Kurzfilmpreis
Der Preis für die Regie kurzer Filme (bis ca. 25 Minuten) wird von einer eigenen Jury vergeben. 2023 betrug das Preisgeld 5.000 Euro, es wird von der Stadtwerke Saarbrücken GmbH entrichtet.

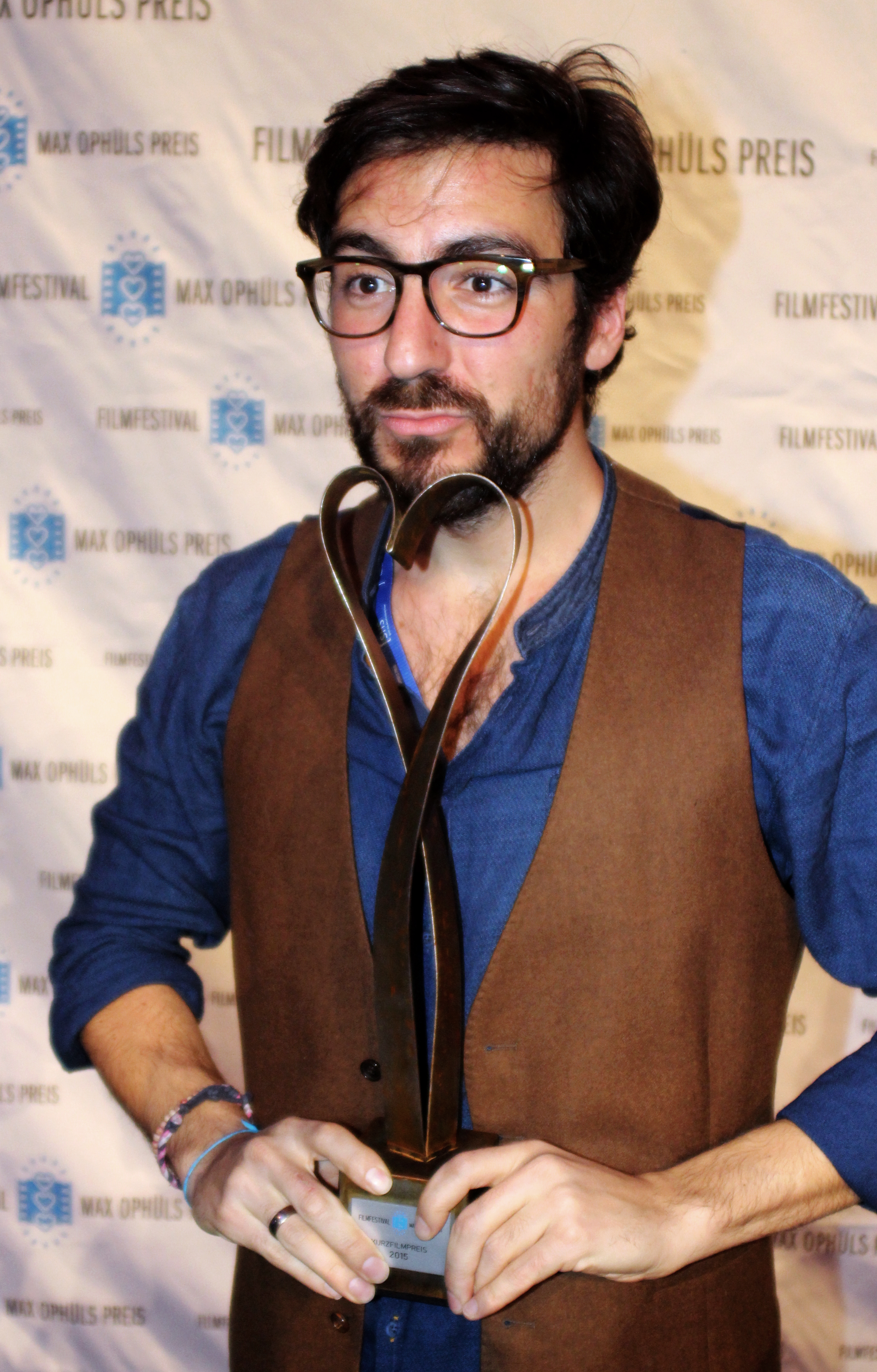
İlker Çatak (2015)

Preisträger
1995: His Mother’s Voice von Oliver Paulus
1996: In Your Shoes von Christoph Röhl
1997: 12 Bilder für Konrad von Katharina Werner und Die Hochzeit von Husam Chadat
1998: Fake! von Sebastian Peterson
1999: Gfrasta von Ruth Mader
2000: Dobermann von Florian Henckel von Donnersmarck
2001: Ich muss gehen von Florian Mischa Böder
2002: Du und ich, wir können einander gehören von Sven Harguth
2003: Insel der Schildkröte von Maru Solores
2004: Grauzone von Karl Bretschneider
2005: Rain Is Falling von Holger Ernst
2006: 37 ohne Zwiebeln von André Erkau
2007: Fair Trade von Michael Dreher
2008: Dunkelrot von Frauke Thielecke
2009: Schautag von Marvin Kren
2010: Schonzeit von Irene Ledermann
2011: Zwischen Himmel und Erde von York-Fabian Raabe; Lobende Erwähnung: Armadingen
2012: DVA von Mickey Nedimovic
2013: Gruppenfoto von Mareille Klein
2014: Wo wir sind von İlker Çatak
2015: Sadakat von İlker Çatak; Lobende Erwähnung: Discipline von Christophe M. Saber
2016: Pitter Patter Goes My Heart von Christoph Rainer
2017: Die Überstellung von Michael Grudsky
2018: Sacrilège von Christophe M. Saber
2019: Boomerang von Kurdwin Ayub
2020: Das beste Orchester der Welt von Henning Backhaus
2021: Fische von Raphaela Schmid
2022: Lullaby von Magdalena Chmielewska
2023: Das andere Ende der Strasse von Kálmán Nagy
2024: Die Räuberinnen von Isa Schieche
2025: God is Grey von Jennifer Drake

### Darstellerpreise
Dieser Preis wird für herausragende Leistungen im Bereich Schauspiel verliehen. Der Max-Ophüls-Preis: Bester Schauspielnachwuchs (Hauptrolle) ist mit 3.000 Euro dotiert und wird von der SHS Strukturholding Saar GmbH bzw. seit 2022 von der saarländischen Ministerin für Bildung und Kultur bereitgestellt. Der Max-Ophüls-Preis: Bester Schauspielnachwuchs (Nebenrolle) hat dieselbe Preishöhe und wird von den Festivalpaten gestiftet (Stand 2019).

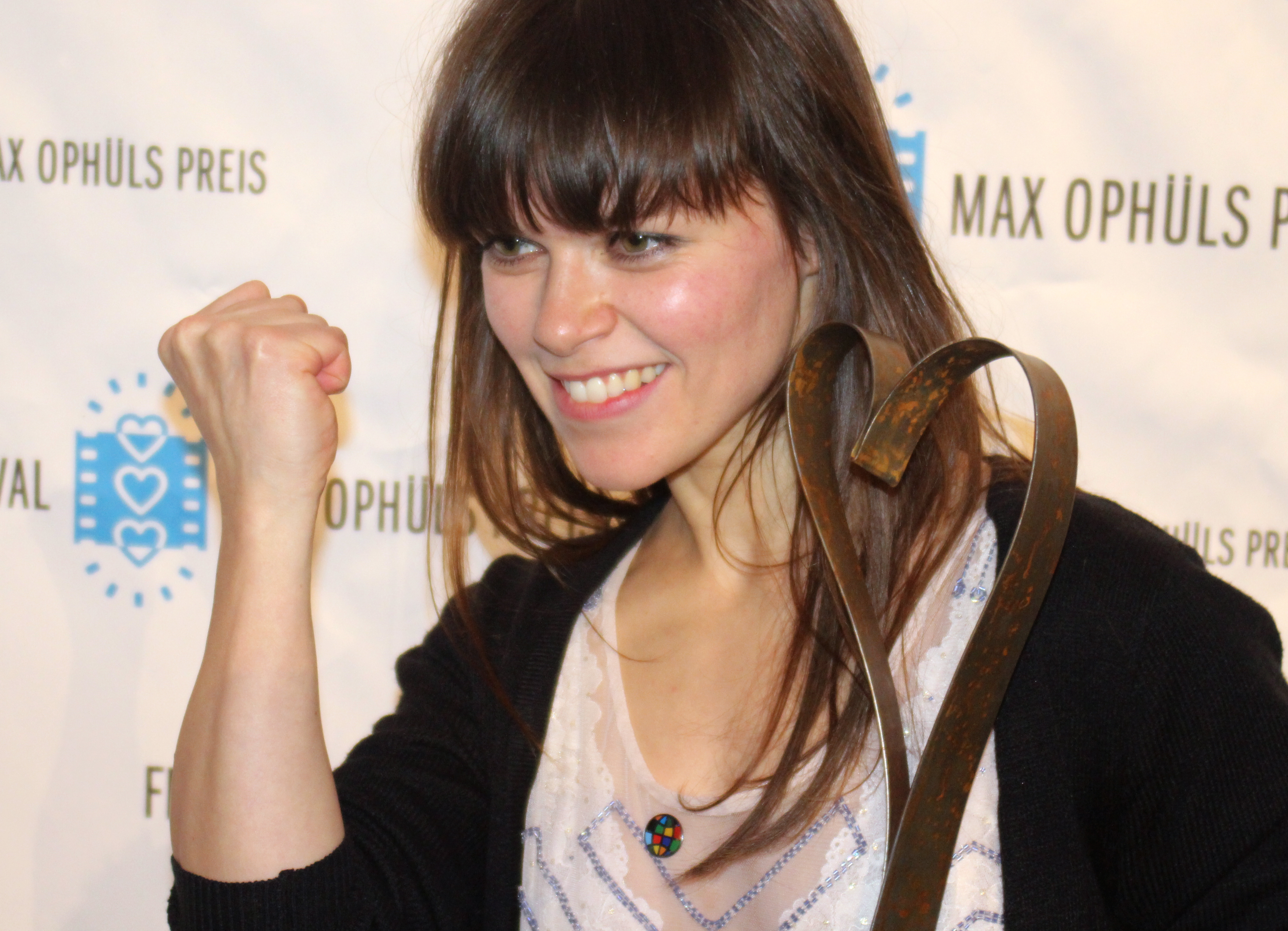
Lore Richter (2015)

Preisträger
1989: Karina Fallenstein und Horst Günter Marx
1990: Anne-Laure Luisoni und Klaus Rohrmoser
1991: Julia Jäger und Thomas Kretschmann
1992: Maria Schrader und Andreas Herder
1993: Anna Thalbach und Til Schweiger
1994: Katja Studt und Johannes Brandrup
1995: Claudia Michelsen und Fritz Karl
1996: Christiane Paul und Felix Eitner
1997: Jule Ronstedt und Lars Rudolph
1998: Marie Zielcke und Simon Schwarz
1999: Janina Sachau und Xaver Hutter
2000: Henriette Heinze und Marco Girnth
2001: Jana Thies und Florian Stetter
2002: Marie-Luise Schramm und Michael Finger
2003: Maria Simon und David Rott
2004: Johanna Bantzer und Stipe Erceg
2005: Lavinia Wilson und Jacob Matschenz
2006: Anna Fischer und Ludwig Trepte
2007: Gabriela Hegedüs und Florian Bartholomäi
2008: Alice Dwyer und Jörg Pohl
2009: Irina Potapenko und Sergej Moya
2010: Nora von Waldstätten und Sebastian Urzendowsky
2011: Sarah Horváth und Burak Yiğit
2012: Peri Baumeister und Michael Fuith
2013: Jasna Fritzi Bauer und Maximilian Mauff
2014: Liv Lisa Fries und Vincent Krüger
2015: Lore Richter und Benjamin Lutzke
2016: Odine Johne und Ben Münchow
2017: Elisabeth Wabitsch und Leonard Kunz
2018: Loane Balthasar (Hauptrolle) und Anna Suk (Nebenrolle)
2019: Joy Alphonsus und Simon Frühwirth
2020: Maresi Riegner und Mehdi Meskar
2021: Sara Fazilat und Jonas Holdenrieder
2022: Pablo Caprez und Julia Windischbauer
2023: Augustin Groz und Alina Stiegler
2024: Willi Geitmann und Joshua Bader
2025: Giulio Brizzi und Ladina von Frisching

### Beste Spielfilmregie
Im Namen des Ministerpräsidenten beziehungsweise der -präsidentin des Saarlandes wird der Max-Ophüls-Preis: Beste Regie für einen Film im Spielfilmwettbewerb vergeben. Er ist mit 5.500 Euro dotiert und wird durch eine Verleihförderung in Höhe von 5.500 Euro ergänzt.
Preisträger
1987: Junge Leute in der Stadt von Karl Heinz Lotz
1988: Schmetterlinge von Wolfgang Becker
1989: Die weißen Zwerge von Dirk Schäfer
1990: Caracas von Michael Schottenberg
1991: Himmel oder Hölle von Wolfgang Murnberger
1992: Die blaue Stunde von Marcel Gisler
1993: Frankie, Jonny & die anderen von Hans-Erich Viet
1994: Indien von Paul Harather
1995: Unter der Milchstraße von Matthias X. Oberg
1996: Die Ameisenstraße von Michael Glawogger
1997: Honig und Asche von Nadia Fares
1998: Die Siebtelbauern von Stefan Ruzowitzky
1999: Oi! Warning von Benjamin und Dominik Reding
2000: Paul Is Dead von Hendrik Handloegten
2001: Der Überfall von Florian Flicker
2002: Fickende Fische von Almut Getto
2003: Oltre il confine von Rolando Colla
2004: Hurensohn von Michael Sturminger
2005: Hallesche Kometen von Susanne Irina Zacharias
2006: Prinzessin von Birgit Grosskopf
2007: Karger von Elke Hauck
2008: Allein in vier Wänden von Alexandra Westmeier
2009: Ein Augenblick Freiheit von Arash T. Riahi
2010: Picco von Philip Koch
2011: Fliegende Fische müssen ins Meer von Güzin Kar
2012: Transpapa von Sarah-Judith Mettke
2013: Talea von Katharina Mückstein
2014: Familienfieber von Nico Sommer
2015: Driften von Karim Patwa
2016: Fado von Jonas Rothlaender
2017: Vanatoare von Alexandra Balteanu
2018: Blue My Mind von Lisa Brühlmann
2019: Cronofobia von Francesco Rizzi
2020: Waren einmal Revoluzzer von Johanna Moder
2021: Fuchs im Bau von Arman T. Riahi
2022: Soul of a Beast von Lorenz Merz
2023: Letzter Abend von Lukas Nathrath
2024: Arthur&Diana von Sara Summa
2025: Bagger Drama von Piet Baumgartner

### Dokumentarfilmpreis
Der Max-Ophüls-Preis: Bester Dokumentarfilm wird von der Jury für einen Film aus dem Dokumentarfilm-Wettbewerb vergeben. Er wird von der Saarland Medien GmbH zur Verfügung gestellt und ist mit 7.500 Euro (Stand 2023) dotiert.

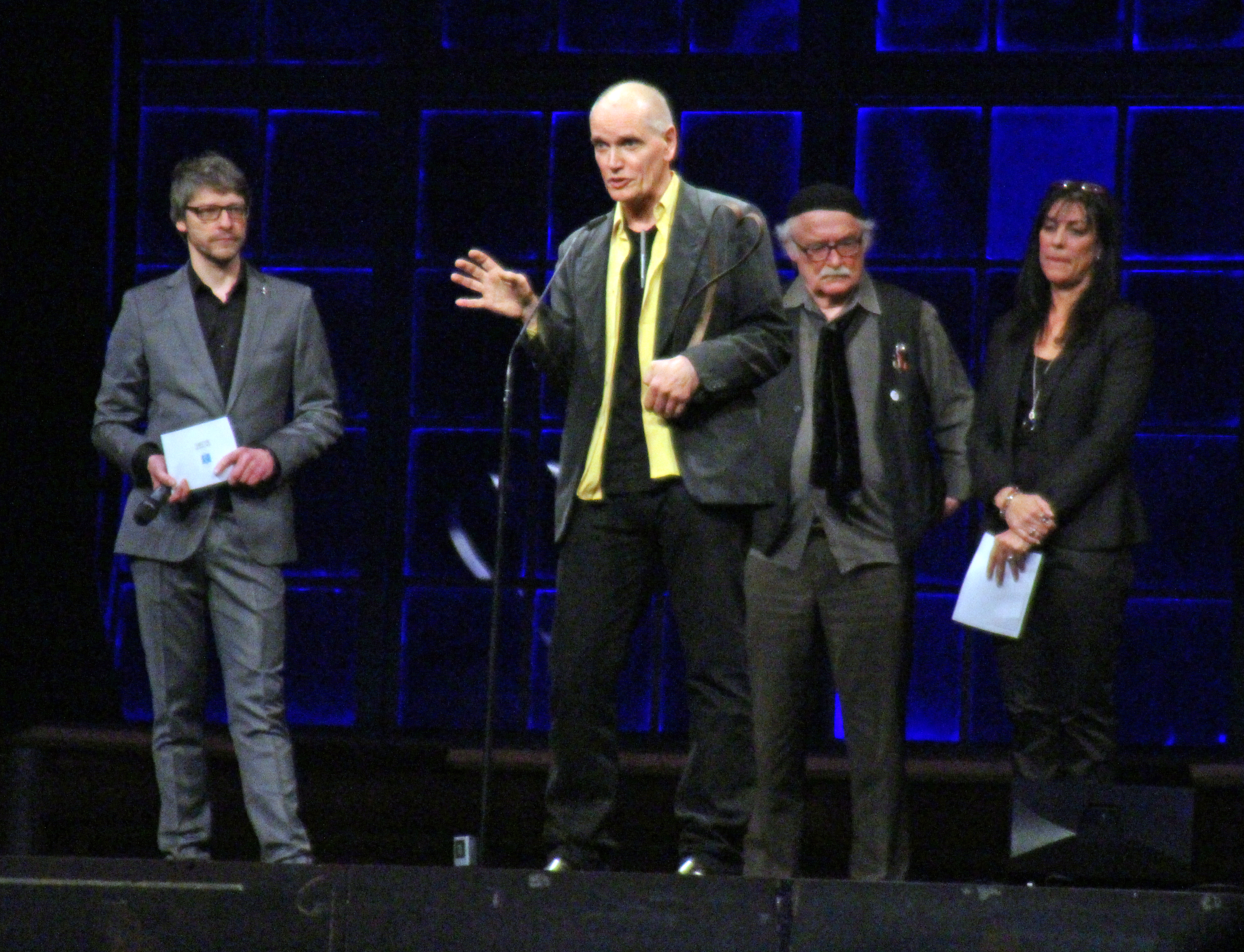
Hubertus Siegert (2015)

Preisträger
2006: Mañana al Mar von Ines Thomsen
2007: Exile Family Movie von Arash T. Riahi
2008: Allein in vier Wänden von Alexandra Westmeier
2009: Alias von Jens Junker
2010: Nirgendwo.Kosovo von Silvana Santamaria; My globe is broken in Rwanda von Katharina von Schroeder
2011: The Other Chelsea – A Story From Donetsk von Jakob Preuss; Lobende Erwähnung: Hüllen
2012: Der Papst ist kein Jeansboy von Sobo Swobodnik
2013: Dragan Wende – West Berlin von Dragan von Petrovic und Lena Müller
2014: Earth’s Golden Playground von Andreas Horvath
2015: Beyond Punishment von Hubertus Siegert; Lobende Erwähnung: Die Böhms – Architektur einer Familie von Maurizius Staerkle Drux
2016: Girls Don’t Fly von Monika Grassl
2017: Ohne diese Welt von Nora Fingscheidt
2018: Global Family von Andreas Köhler und Melanie Andernach
2019: Hi, Ai von Isa Willinger
2020: Regeln am Band, bei hoher Geschwindigkeit von Yulia Lokshina
2021: Stollen von Laura Reichwald
2022: Anima – Die Kleider meines Vaters von Uli Decker
2023: Good Life Deal von Samira Ghahremani
2024: Echoes from Borderland von Lara Milena Brose
2025: The Life of Sean Delear von Markus Zizenbacher

### Publikumspreis
Der Regisseur oder die Regisseurin des Films mit den meisten Zuschauerstimmen erhält den Publikumspreis. Er wird von der Saarland-Sporttoto GmbH zur Verfügung gestellt und ist mit 5.000 Euro (Stand 2023) dotiert.
Seit 2012 wird zudem ein Publikumspreis für Kurzfilme, seit 2014 ein Publikumspreis für mittellange Filme und seit 2019 ein Publikumspreis für Dokumentarfilme vergeben. Die drei Preise sind mit jeweils 5.000 Euro dotiert. Der Preis für Kurzfilme wird von Energie SaarLorLux, der Preis für mittellange Filme von der Sparkasse Saarbrücken und der Max Ophüls Preis: Publikumspreis Dokumentarfilm schließlich von Dillinger und Saarstahl ausgestattet.
Preisträger

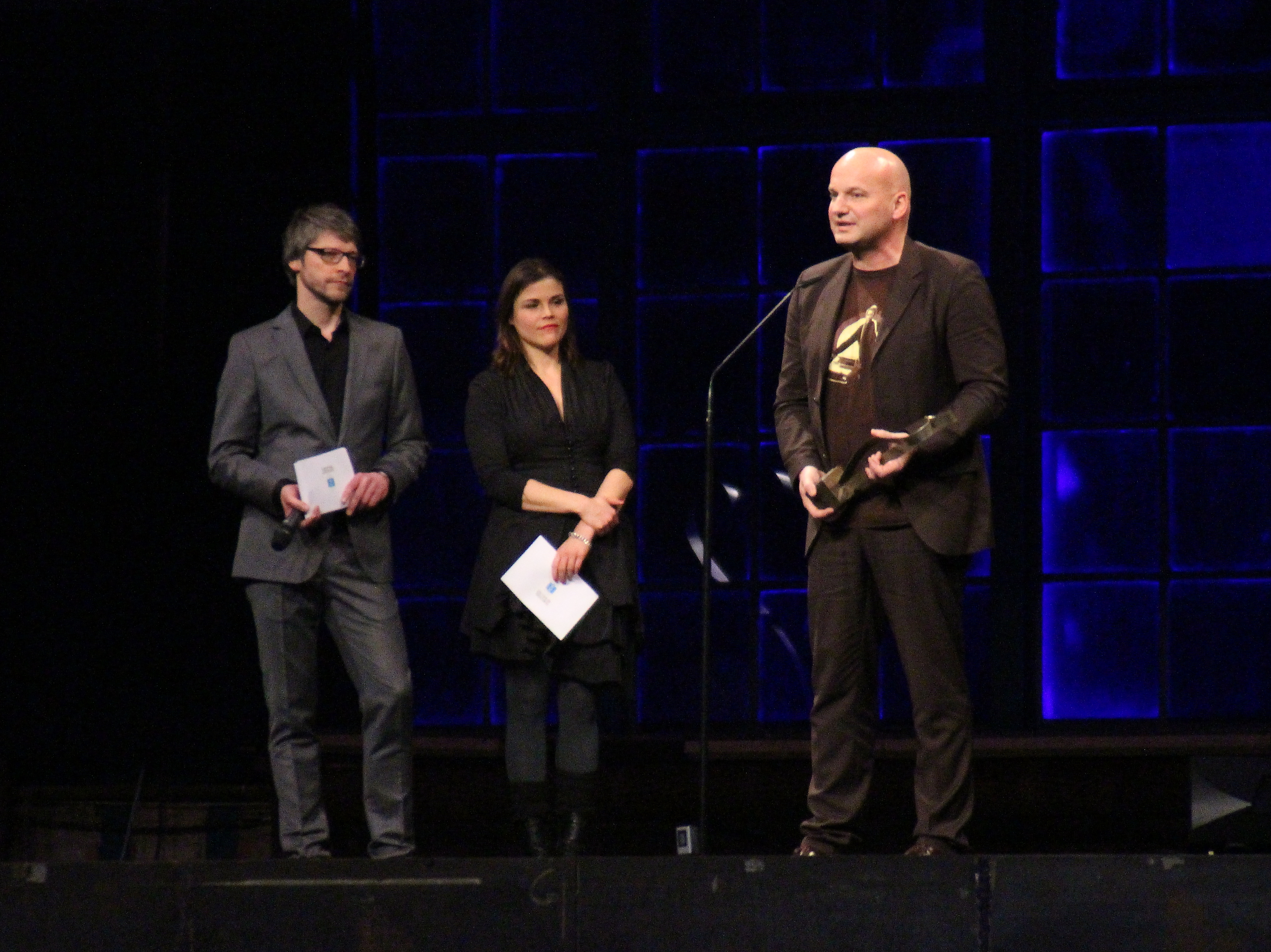
Marc Brummund (2015)

- 1984: Mitten ins Herz von Doris Dörrie
- 1986: Westler von Wieland Speck
- 1988: Zum Beispiel Otto Spalt von René Perraudin
- 1991: Der Strass von Andreas Höntsch
- 1992: Anna Göldin – Letzte Hexe von Gertrud Pinkus
- 1993: Krücke von Jörg Grünler
- 1994: Indien von Paul Harather
- 1995: Verhängnis/Fate von Fred Kelemen
- 1996: Neben der Zeit von Andreas Kleinert
- 1997: Lea von Ivan Fíla
- 1998: Härtetest von Janek Rieke
- 1999: Aprilkinder von Yüksel Yavuz
- 2000: Tuvalu von Veit Helmer
- 2001: Birthday von Stefan Jäger
- 2002: Mein Bruder der Vampir von Sven Taddicken
- 2003: Kiki & Tiger von Alain Gsponer
- 2004: Muxmäuschenstill von Marcus Mittermeier
- 2005: Eine andere Liga von Buket Alakuş
- 2006: Mondscheinkinder von Manuela Stacke
- 2007: Reine Geschmacksache von Ingo Rasper
- 2008: Novemberkind von Christian Schwochow
- 2009: Ganz nah bei Dir von Almut Getto
- 2010: Bis aufs Blut – Brüder auf Bewährung von Oliver Kienle
- 2011: Ein Sommersandtraum (Der Sandmann) von Peter Luisi
- 2012: Puppe, Icke & der Dicke von Felix Stienz, Mädchenabend von Timo Becker (Kurzfilm)
- 2013: Kohlhaas oder die Verhältnismäßigkeit der Mittel von Aron Lehmann, Meine Beschneidung von Arne Ahrens (Kurzfilm)
- 2014: High Performance – Mandarinen lügen nicht von Johanna Moder, Alter Egon von Levin Hübner (Kurzfilm), Besuch im Wald von David & Elena Gruschka (Mittellanger Film)
- 2015: Freistatt von Marc Brummund, Herman The German von Michael Binz (Kurzfilm), Fremdkörper von Christian Werner (Mittellanger Film)
- 2016: Schrotten! von Max Zähle, Born in Battle von Yangzom Brauen (Kurzfilm), Route B96 von Simon Ostermann (Mittellanger Film)
- 2017: Die Migrantigen von Arman T. Riahi, Cigarbox Blues	von Christopher Kaufmann (Kurzfilm), La Femme et le TGV von Timo von Gunten (Mittellanger Film)
- 2018: Cops von Stefan A. Lukacs (Spielfilm), Endling von Alex Schaad (Mittellanger Film), Entschuldigung, ich suche den Tischtennisraum und meine Freundin von Bernhard Wenger (Kurzfilm)
- 2019: Kaviar von Elena Tikhonova (Spielfilm), Die Schwingen des Geistes von Albert Meisl (Mittellanger Film), Stilles Land Gutes Land von Johannes Bachmann (Kurzfilm), Congo Calling von Stephan Hilpert (Dokumentarfilm)
- 2020: Ein bisschen bleiben wir noch von Arash T. Riahi (Spielfilm), Masel Tov Cocktail von Arkadij Khaet und Mickey Paatzsch (Mittellanger Film), Trading happiness – Trao doi hanh phúc von Duc Ngo Ngoc (Kurzfilm), Lost in face von Valentin Riedl (Dokumentarfilm)
- 2021: Borga von York-Fabian Raabe, Tala’vision (تالافيزيون) von Murad Abu Eisheh (Mittellanger Film), Trumpets von Kevin Haefelin (Kurzfilm), Dear Future Children von Franz Böhm (Dokumentarfilm)
- 2022: Everything Will Change von Marten Persiel (Spielfilm), Unter der Welle von Veronika Hafner (Mittellanger Film), Zeitpunkt X von Simon Schneider (Kurzfilm), Anima – Die Kleider meines Vaters von Uli Decker (Dokumentarfilm)
- 2023: Eismayer von David Wagner (Spielfilm), Istina (Wahrheit) von Tamara Denić, Das andere Ende der Strasse von Kálmán Nagy (Kurzfilm), Für immer Sonntag von Steven Vit (Dokumentarfilm).
- 2024: Jenseits der blauen Grenze von Sarah Neumann (Spielfilm), Der Wunsch von Judith Beuth (Dokumentarfilm),  Land der Berge von Olga Kosanović (Mittellanger Film),  Syncope von Linus von Stumberg (Kurzfilm)
- 2025: Ich sterbe. Kommst du? von Benjamin Kramme (Spielfilm), Yumi - The Whole World von Felix Golenko (Dokumentarfilm),  Skin on Skin von Simon Schneckenburger (Mittellanger Film),  Night of Passage von Reza Rasouli (Kurzfilm)

### Preis für den gesellschaftlich relevanten Film
Der Preis wurde erstmals 2014 vergeben und ist mit 5.000 Euro dotiert. Das Preisgeld wird gestiftet von der Bundeszentrale für politische Bildung und Deutschlandfunk Kultur.
2014: Männer zeigen Filme & Frauen ihre Brüste von Isabell Šuba
2015: Cure – Das Leben einer Anderen von Andrea Štaka
2016: Heimatland von Michael Krummenacher, Jan Gassmann, Lisa Blatter, Gregor Frei, Benny Jaberg, Carmen Jaquier, Jonas Meier, Tobias Nölle, Lionel Rupp und Mike Scheiwiller
2017: Club Europa von Franziska M. Hoenisch
2018: Cops von Stefan A. Lukacs
2019: Joy von Sudabeh Mortezai
2020: Tucké Royale für Buch und Schauspiel in Neubau
2021: Eugene Boateng als Associate Producer und Schauspieler für Borga
2022: Marina Prados und Paula Knüpling als Regisseurinnen, Drehbuchautorinnen und Produzentinnen für Ladybitch
2023: Clara Stern für Breaking the Ice
2024: Good News von Hannes Schilling
2025: Benjamin Kramme (Regie und Drehbuch) und Jennifer Sabel (Drehbuch) für Ich sterbe. Kommst du?

### Preis der Jugendjury
Eine eigens einberufene Jury aus Schülern zeichnet einen Film aus den Wettbewerbsfilmen mit dem Preis der Jugendjury aus. Der Preis der Schülerjury war 2014 mit 2.500 Euro dotiert. Das Preisgeld tragen die Bundeszentrale für politische Bildung und die Landeszentrale für politische Bildung Saarland.
Preisträger
2003: Ravioli von Peter Payer
2004: Muxmäuschenstill von Marcus Mittermeier
2005: Wahrheit oder Pflicht von Jan Martin Scharf und Arne Nolting
2006: Between the lines von Thomas Wartmann
2007: Große Lügen von Jany Tempel
2008: Höhere Gewalt von Lars Henning Jung
2009: Kleiner Sonntag von Philipp Ramspeck
2010: Bis aufs Blut – Brüder auf Bewährung von Oliver Kienle
2011: Stationspiraten von Michael Schaerer
2012: Festung von Kirsi Marie Liimatainen
2013: 5 Jahre Leben von Stefan Schaller
2014: Männer zeigen Filme & Frauen ihre Brüste von Isabell Šuba
2015: Freistatt von Marc Brummund
2016: Der Nachtmahr von AKIZ
2017: Die Reste meines Lebens von Jens Wischnewski
2018: Draußen in meinem Kopf von Eibe Maleen Krebs
2019: Nevrland von Gregor Schmidinger
2020: Nur ein Augenblick von Randa Chahoud
2021: Fuchs im Bau von Arman T. Riahi
2022: Everything Will Change von Marten Persiel
2023: Breaking the Ice von Clara Stern
2024: Gotteskinder von Frauke Lodders
2025: Sew Torn von Freddy Macdonald

### Fritz-Raff-Drehbuchpreis
Der Saarländische Rundfunk und das ZDF vergeben einen Preis für das Drehbuch eines Wettbewerbsfilmes an dessen Autor. Dieser ist mit 13.000 Euro dotiert.
Preisträger
1998: Sandra Nettelbeck für Mammamia
1999: Dagmar Knöpfel für Requiem für eine romantische Frau
2000: Barbara Albert für Nordrand
2001: Stefan Jäger für Birthday
2002: Stefan Haupt für Utopia Blues
2003: Bernhard Weirather für Ikarus
2004: Ruth Mader, Martin Leidenfrost und Barbara Albert für Struggle; Jan Henrik Stahlberg für Muxmäuschenstill
2005: Michael Proehl für Katze im Sack
2006: Benjamin Heisenberg für Schläfer
2007: Tom Streuber und Ingo Rasper für Reine Geschmacksache
2008: Nana Neul für Mein Freund aus Faro
2009: Ina Weisse und Daphne Charizani für Der Architekt
2010: Maximilian Erlenwein für Schwerkraft
2011: Verena S. Freytag für Abgebrannt; Nick Baker-Monteys für Der Mann der über Autos sprang
2012: Lars Blumers für Mike
2013: Katharina Kress für Scherbenpark
2014: Stefanie Veith und Ivana Lalovic für Sitting Next To Zoe
2015: Karim Patwa und Michael Proehl für Driften
2016: Bernadette Knoller und Paula Cvjetkovic für Ferien
2017: Julia C. Kaiser und Jens Wischnewski für Die Reste meines Lebens
2018: Lisa Miller für Landrauschen
2019: Daniela Gambaro und Francesco Rizzi für Cronofobia
2020: Iliana Estañol und Johanna Lietha für Lovecut
2021: Arman T. Riahi für Fuchs im Bau
2022: C. B. Yi für Moneyboys
2023: Clara Stern für Breaking the Ice
2024: Lisa Gertsch für Electric Fields
2025: Piet Baumgartner für Bagger Drama

### Preis der Ökumenischen Jury

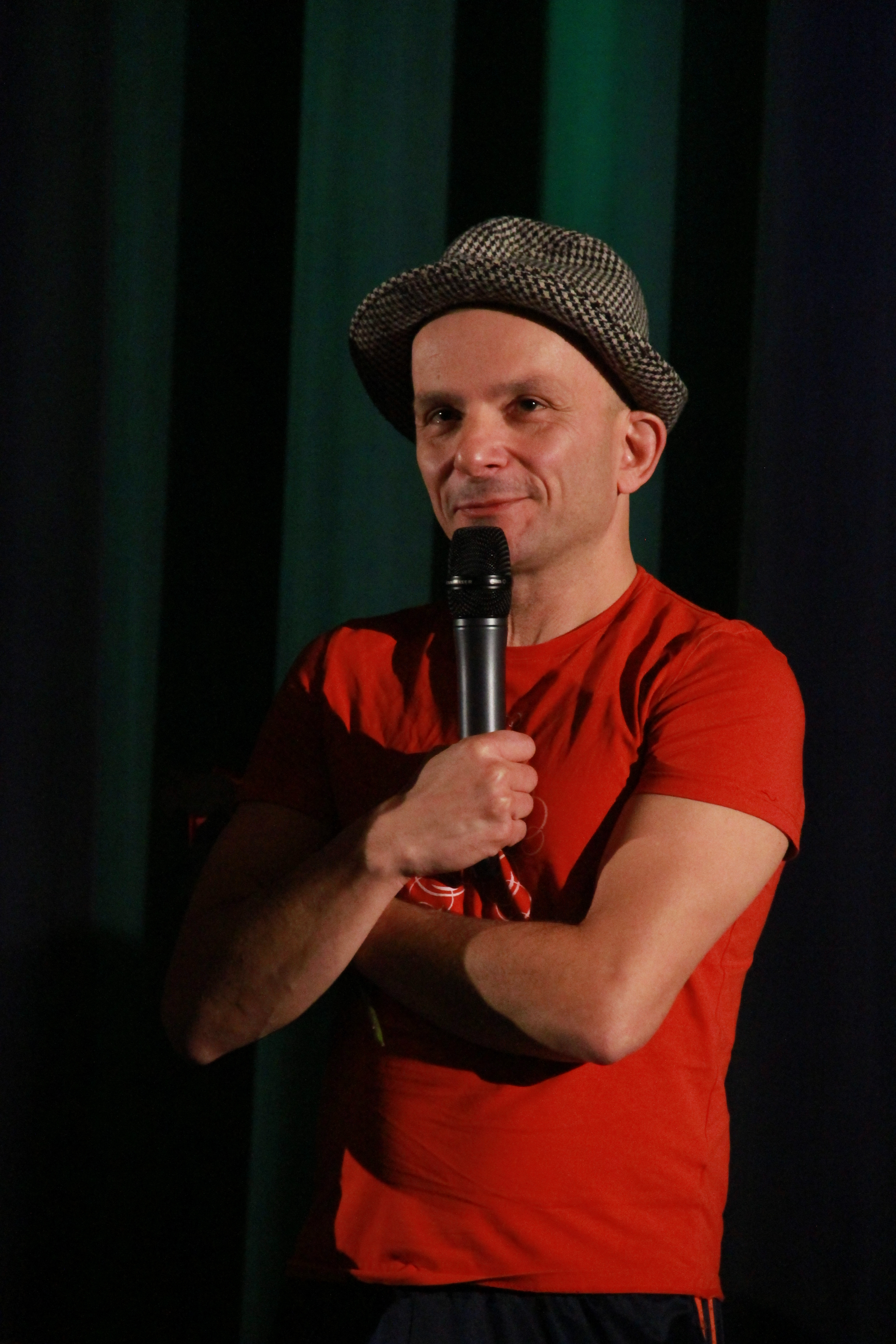
Karim Patwa (2015)

Der Preis der Ökumenischen Jury (bis 2014: Interfilmpreis) geht an einen Film, „der in besonderer Weise existentielle und gesellschaftliche Fragen und Probleme artikuliert und diese filmästhetisch anspruchsvoll umsetzt.“ Der Preis war 2014 mit einer (Jury-)Einladung zum Besuch eines Filmfestivals dotiert. 
Seit 2020 wird die Ökumenische Jury von der der Internationalen Kirchlichen Filmorganisation INTERFILM und dem Katholischen Weltverband für Kommunikation (SIGNIS) berufen. 2023 war der Preis mit 2.500 € dotiert, gemeinsam gestiftet von der Katholischen Erwachsenenbildung Saarland – Landesarbeitsgemeinschaft e. V. – und der Landesarbeitsgemeinschaft für Evangelische Erwachsenenbildung im Saarland e. V., vertreten durch die Evangelische Akademie im Saarland.
Preisträger
1992: Leise Schatten von Sherry Hormann
1993: Langer Gang von Yılmaz Arslan
1994: Weltmeister von Zoran Solomun
1995: Einer meiner ältesten Freunde von Rainer Kaufmann
1996: Der Kopf des Mohren von Paulus Manker
1997: Engelchen von Helke Misselwitz
1998: Härtetest von Janek Rieke
1999: Drachenland von Florian Gärtner
2000: Verzweiflung von Marcus Lauterbach
2001: Alaska.de von Esther Gronenborn
2002: Utopia Blues von Stefan Haupt
2003: Kiki & Tiger von Alain Gsponer
2004: Der gläserne Blick von Markus Heltschl
2005: Allein von Thomas Durchschlag
2006: 37 ohne Zwiebeln von André Erkau
2007: Exile family movie von Arash T. Riahi
2008: Hello goodbye von Stefan Jäger
2009: Ein Augenblick Freiheit von Arash T. Riahi
2010: Suicide Club von Olaf Saumer
2011: Silberwald von Christine Repond
2012: Dr. Ketel – Der Schatten von Neukölln von Linus de Paoli
2013: 5 Jahre Leben von Stefan Schaller
2014: Seme – Schlage nicht um zu gewinnen. Gewinne, dann schlage von Il Kang
2015: Driften von Karim Patwa
2016: Der Nachtmahr von AKIZ
2017: Vanatoare von Alexandra Balteanu
2018: Landrauschen von Lisa Miller
2019: Das melancholische Mädchen von Susanne Heinrich
2020: Jiyan von Süheyla Schwenk
2021: Borga von York-Fabian Raabe
2022: Moneyboys von C. B. Yi
2023: Franky Five Star von Birgit Möller
2024: Jenseits der blauen Grenze von Sarah Neumann
2025: Scham von Lukas Röder

### Max Ophüls Preis: Beste Filmmusik
Der Preis für die beste Filmmusik aus dem Wettbewerb Dokumentarfilm, er ist ausgeschrieben von der Saarland Medien GmbH und gestiftet von der Strecker Stiftung. Er ist mit 5.000 Euro dotiert.
Preisträger
2016: Passion for Planet von Werner Schuessler, Musik: Jörg Magnus Pfeil, Siggi Mueller, Patrick Puszko
2017: Zaunkönig – Tagebuch einer Freundschaft von Ivo Zen, Musik: Trixa Arnold, Ilja Komarov
2018: Germania von Lion Bischof, Musik: Matthias Lindermayr und Lion Bischof
2019: Let the Bell Ring von Christin Freitag, Musik: Jonathan Ritzel
2020: Lost in face von Valentin Riedl, Musik: Antimo Sorgente
2021: The Case You von Alison Kuhn, Musik: Dascha Dauenhauer
2022: Stories from the Sea von Jola Wieczorek, Musik: Julia Kent
2023: Independence von Felix Meyer-Christian, Musik: Marcus Thomas
2024: Für Markus Hossack und Johannes Blume (Musik) sowie Johannes Blume (Regie) für Berlin Utopiekadaver
2025: Für HVOB sowie Nicola von Leffern und Jakob Carl Sauer (Regie) für To Close Your Eyes and See Fire

### Ehrenpreis
2012: Alfred Holighaus
2013: Michael Ballhaus
2014: Gabriele Pfennigsdorf
2015: Hans W. Geissendörfer
2016: Nico Hofmann
2017: Peter Rommel
2018: Doris Dörrie
2019: Iris Berben
2020: Rosa von Praunheim
2021: Wim Wenders

### Nicht mehr vergebene Preise

#### Filmmusikpreis
Für „die beste kompositorische Leistung, die Integration von Sounddesign und Filmmusik und auch die Originalität von Songwriting und Interpretation“ wurde der Filmmusikpreis der Saarland Medien GmbH vergeben. Dieser war verbunden mit einer Förderpreissumme, über die der Regisseur des Films einvernehmlich mit dem Komponisten oder Soundartisten entscheiden konnte, sei es für das Marketing des gewürdigten Films oder für ein neues Filmprojekt. 2008 betrug die Fördersumme 3.000 Euro.
(Seit 2016 gibt es den Max Ophüls Preis: Beste Filmmusik für die beste Filmmusik aus dem Wettbewerb Dokumentarfilm. Er ist ausgeschrieben von der Saarland Medien GmbH und gestiftet von der Strecker-Stiftung. Er ist mit 5.000 Euro dotiert.)
2004: Pipermint… das Leben, möglicherweise von Meret Becker
2005: Katze im Sack von Fabian Römer
2006: Schläfer von Lorenz Dangel
2007: Preußisch Gangstar von Benjamin Krbetschek
2008: Selbstgespräche von Dürbeck & Dohmen
2009: So glücklich war ich noch nie von Dieter Schleip
2010: Kleine Wunder in Athen (Akadimia Platonos) von Nikos Kypourgos

#### Förderpreis der DEFA-Stiftung
Die DEFA-Stiftung vergab einen Förderpreis an einen Film aus der Reihe Spektrum als Stipendium in Höhe von 4.000 Euro, das bei „besonders innovativen filmkünstlerischen Vorhaben“ erhöht werden konnte.

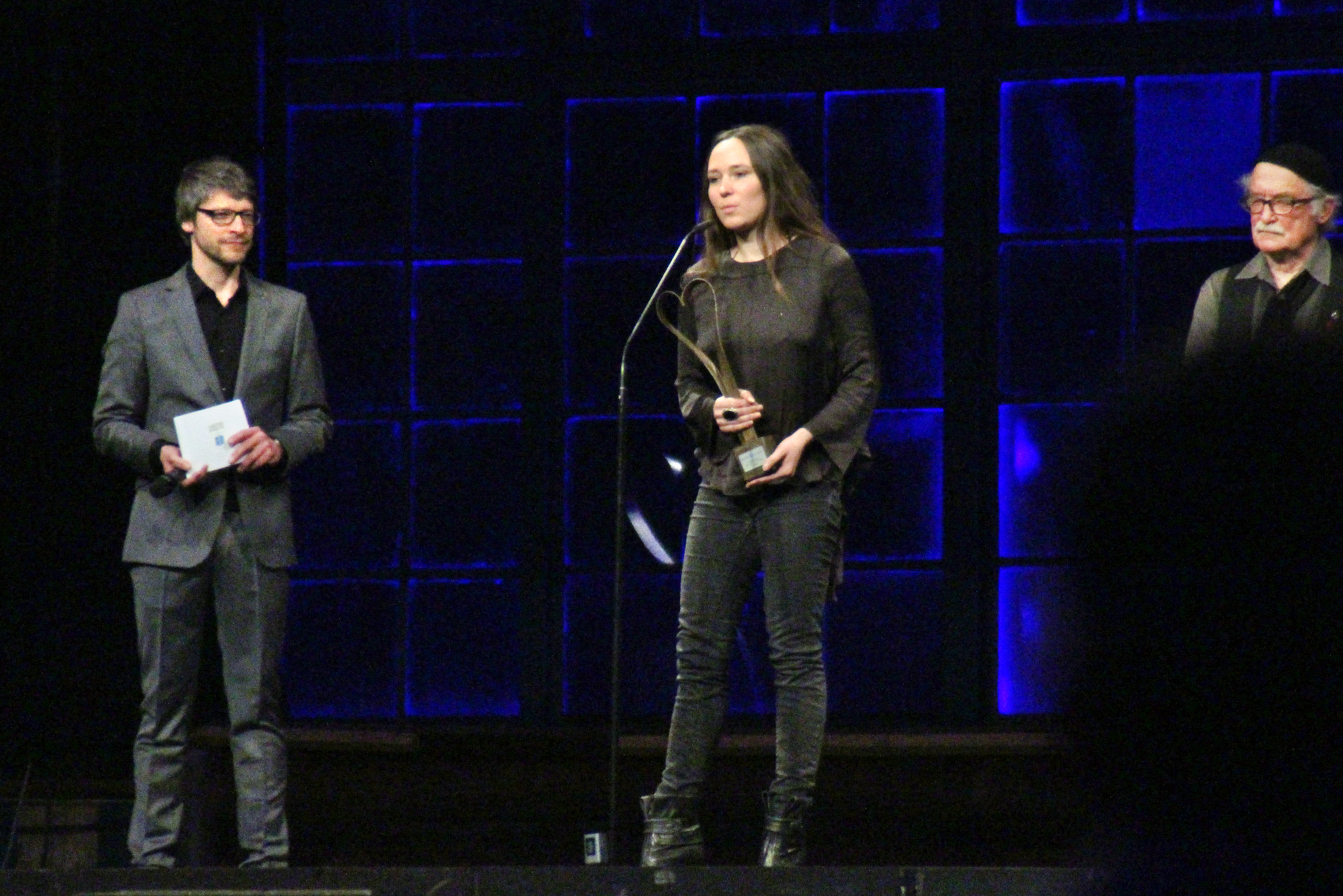
Andrea Roggon (2015)

2005: Am seidenen Faden von Katarina Peters
2006: Vater und Feind von Susanne Jäger
2007: Die Gedanken sind frei von Saara Waasner
2008: Nur ein Sommer von Tamara Staudt
2009: Ein Teil von mir von Christoph Röhl
2010: Lourdes von Jessica Hausner
2011: Anduni – Fremde Heimat von Samira Radsi
2012: Das Ding am Deich – Vom Widerstand gegen ein Atomkraftwerk von Antje Hubert
2013: Der Kapitän und sein Pirat von Andy Wolff
2014: Journey to Jah von Noël Dernesch und Moritz Springer
2015: Mülheim Texas – Helge Schneider hier und dort von Andrea Roggon

#### Sonderpreis der Jury
1982: O wie Oblomov für Sebastian C. Schröder
1983: Wilde Clique für Hannelore Conradsen und Dieter Köster
1986: Höhenfeuer für Fredi M. Murer
1987: Zischke für Martin Theo Krieger
1988: Vergiss Snider für Götz Spielmann
1992: Die fliegenden Kinder für Benedict Neuenfels (Kamera)
2002: Richtung Zukunft durch die Nacht für Jörg Kalt
2010: Fabian Hinrichs für seine Rolle in Schwerkraft
2011: Inside America für Barbara Eder; Lobende Erwähnungen: Tage, die bleiben für Pia Strietmann; 180° – Wenn deine Welt plötzlich Kopf steht für Cihan Inan

#### Förderpreis Kurzfilm
2003: Der Plan des Herrn Thomaschek von Ralf Westhoff

#### Förderpreis Langfilm
1982: Die Nacht des Schicksals von Helmer von Lützelburg
1983: Im Jahr der Schlange von Heide Breitel
1984: Drinnen und draußen von Andreas Gruber
1985: Der Todesspringer von Benno Trautmann
1986: Schwarz und ohne Zucker von Lutz Konermann
1987: Zischke von Martin Theo Krieger
1988: Nabuli von Ellen Umlauf
1989: Kopffeuer von Erwin Michelberger
1990: Motivsuche von Dietmar Hochmuth
1991: Schlammbeißer von Charly Weller
1992: Bellinvitu – Schöne Einladung von Nino Jacusso
1993: Durst von Martin Weinhart
1994: Adamski von Jens Becker
1995: Mein unbekannter Ehemann von Andreas Dresen
1996: Cuba Libre von Christian Petzold
1997: Tempo von Stefan Ruzowitzky
1998: Gesches Gift von Walburg von Waldenfels
1999: Plus-minus Null von Eoin Moore
2000: Nordrand von Barbara Albert
2001: Als Großvater Rita Hayworth liebte von Iva Švarcová
2002: Vollgas von Sabine Derflinger
2003: Wir von Martin Gypkens
2004: Verflixt verliebt von Peter Luisi
2005: Netto von Robert Thalheim
2006: Mañana al Mar von Ines Thomsen

#### Preis der SZ-Leserjury
1980: Das Ende des Regenbogens von Uwe Frießner
1981: Day – Die Zeiten haben sich geändert von Gerhard Mandler
1982: Schade, daß Beton nicht brennt von November-Filmproduktion
1983: Das zweite Gesicht von Dominik Graf
1984: Mitten ins Herz, Beate Jensen (Darstellerin)
1985: King Kongs Faust von Heiner Stadler
1986: Noah und der Cowboy von Felix Tissi
1987: Versteckte Liebe von Gottfried Junker
1988: Das Mädchen mit den Feuerzeugen von Ralf Huettner
1989: Fegefeuer oder die Reise ins Zuchthaus von Willi Hengstler
1990: Schalom, General, Rainer Egger (Darsteller)
1991: Solinger Rudi von Dietmar Klein
1992: I Was on Mars von Dani Levy
1993: Dammentour von Paul Scheuer
1994: Die tödliche Maria von Tom Tykwer
1995: Ein Anfang von etwas von Nikolaus Leytner
1996: Der Nebelläufer, Lawrence Grimm für seine Rolle im Jörg Helbling-Film
1997: Strong Shit von Till Schauder

#### Femina-Filmpreis
1996: Juno „Cookie“ Englander für die Montage von El chiko
1997: Katharina Wöppermann für die Ausstattung von Tempo
1998: Monika Willi für die Montage von Suzie Washington
1999: Judith Kaufmann für die Kamera von Drachenland
2000: Christine Maier für die Kamera von Nordrand
2001: Sophie Maintigneux für die Kamera von L’amour, l’argent, l’amour
2002: Monika Buttinger für die Kostüme von Vollgas

#### Produzentenpreis
1996: Dor Film Produktions GmbH, Wien
1997: Ö-Film, Berlin
1998: Schramm Film Koerner & Weber, Berlin
1999: Zero Film, Berlin
2000: Maran Film, Stuttgart

#### Unifilm-Preis
1983: Tscherwonez von Gábor Altorjay
1984: Transatlantique von Hans-Ulrich Schlumpf
1985: Akropolis Now von Hans Liechti
1986: Walkman Blues von Alfred Behrens
1997: Shahrzadeh Scampolo & Jimmy Jenseits von Romeo Grünfelder

## Künstlerische Leiter
- Albrecht Stuby (1979–1990)
- Martin Rabius (1991/1992)
- Christel Drawer (1993–2002)
- Boris Penth (2003–2005)
- Birgit Johnson (2006/2007)
- Gabriella Bandel und Philipp Bräuer (2008–2014)[20]
- Gabriella Bandel[21] und Programmleiter Oliver Baumgarten (2015/2016)[22]
- Svenja Böttger (ab 2017)[23]